# فريدريك دانيال كورنويل
فريدريك دانيال كورنويل (بالإنجليزية: Frederick Daniel Cornwell)‏ هو نقابي ورسام نيوزيلندي، ولد في 30 سبتمبر 1875، وتوفي في 5 ديسمبر 1948.